# 왕전군
왕전군(Eric Wang, 1985년 10월 18일 ~ )은 중화인민공화국의 배우, 텔레비전 배우이다.
상하이시에서 태어났다.

## 방송
- 의관소전
- 애정회래료
- 애정공우 4
- 애정시종고백개시적
- 애정공우 3

## 영화
- 나는 약신이 아니다 (2018년) - 뤼서우이 역
- 성어심원지재애 (2015년)
- 전임2 : 비태반격전 (2015년)
- 의관소전 (2015년)
- 식인충 (2014년)
- 애정회래료 (2014년)
- 애정공우 4 (2014년)
- 고도경혼 2 (2013년)
- 애정공우 3 (2012년)
- 피얼러스 (2012년)
- 애정시종고백개시적 (2012년)
- 애정공우 2 (2011년)
- 애정공우 1 (2009년)